# Paper trail media
Paper trail media ist ein journalistisches Investigativ-Start-Up mit Sitz in München. Die von den beiden Pulitzerpreisträgern Bastian Obermayer und Frederik Obermaier 2022 gegründete Redaktion arbeitet für das Nachrichtenmagazin Der Spiegel, das ZDF, die österreichische Tageszeitung Der Standard und die Schweizer Tamedia-Gruppe. Mit Obermayer und Obermaier sowie dem Österreicher Christo Buschek arbeiten insgesamt drei Träger des Pulitzer-Preises für paper trail media – so viele wie in keinem anderen europäischen Medienunternehmen.

## Bekannte Mitarbeiterinnen und Mitarbeiter
- Sophia Baumann[2]
- Christo Buschek
- Maria Christoph[3]
- Carina Huppertz[4]
- Hannes Munzinger[5]
- Frederik Obermaier
- Bastian Obermayer
- Hakan Tanriverdi[6]

## Xinjiang Police Files
Die paper trail media-Journalisten Frederik Obermaier und Bastian Obermayer initiierten 2023  zusammen mit dem Spiegel-Journalisten Christoph Giesen die sogenannten Xinjiang-Police-Files-Recherchen zu Masseninternierungen von Uiguren in Xinjiang. Diese wurden unter anderem von der UN-Menschenrechtsbeauftragten Michelle Bachelet in ihrer Kritik an der chinesischen Regierung aufgegriffen.

## Vulkan Files
Paper trail media koordinierte 2023 zusammen mit dem Spiegel die sogenannten Vulkan-Files-Enthüllungen. Mehr als 50 Journalisten – unter anderem von The Washington Post, The Guardian und Le Monde – analysierten streng geheime Daten der russischen Firma NTC Vulkan, die für russische Geheimdienste Software für Hackerangriffe und Desinformationskampagnen herstellt.

## Cyprus Confidential
In Zusammenarbeit mit dem Internationalen Netzwerk investigativer Journalisten untersuchte paper trail media im Rahmen der Cyprus Confidential Recherche über 3 Millionen Dokumente aus Zypern über Briefkastengesellschaften, über die unter anderem verdeckte Zahlungen an den Journalisten Hubert Seipel liefen, sowie der Oligarch Alexei Mordaschow versuchte, Sanktionen der Europäischen Union gegen Russland zu umgehen.

## Preise
Die Arbeit sowie die Reporter von paper trail media wurden vielfach ausgezeichnet, unter anderem mit:
- Otto-Brenner-Preis (2024)[13]
- Rainer-Reichert-Preis (2024)[14]
- IJ4EU-Impact-Award (2023 für die Xinjiang Police Files und 2024 für die sogenannten Storykillers-Recherchen)[15][16]
- SABEW Best in Business-Awards (2024)[17]
- Deutscher Journalistenpreis (2023 für die Vulkan Files[18])
- TRACE-Award (2024 für die Cyprus Confidential-Recherchen[19])